# A contracorriente
A contracorriente è un singolo dei cantautori Álvaro Soler e David Bisbal, pubblicato il 14 gennaio 2022.

## Tracce
Testi e musiche di Álvaro Soler, David Bisbal, Alexander Zuckowski, Simon Triebel e   Jakke Erixson.
Download digitale
1. A contracorriente – 3:14

## Classifiche
| Classifica (2022) | Posizione massima |
| ----------------- | ----------------- |
| Spagna            | 43                |